# Johnny Burnette
John Joseph "Johnny" Burnette (25. marts 1934 – 14. august 1964) var en amerikansk rockabilly-sanger og guitarist.

## Diskografi
- Johnny burnette (1959)